# Tölung Dechen
Tolung Dechen Dzong, Chinees: Doilungdêqên Xiàn is een arrondissement in de stadsprefectuur Lhasa in de Tibetaanse Autonome Regio, China. Het ligt ten noordwesten van het centrum van Lhasa. In 1999 telde het arrondissement 39.736 inwoners. Het heeft een oppervlakte van 2679 km². De gemiddelde jaarlijkse temperatuur is 7,5 °C en jaarlijks valt er gemiddeld 450 mm neerslag. Door Tolung Dechen lopen de nationale wegen G109 en G318.

China National Highway 318 tussen Chushur en Tolung Dechen